# James Williamson
James Williamson (ur. 29 października 1949 w Castroville) – muzyk, gitarzysta, kompozytor i realizator dźwięku, głównie znany z grania w zespole The Stooges od 1970 do 1974 i ponownie od 2009 roku.

## Kariera muzyczna
W 1970 roku dołączył do The Stooges, gdzie najpierw grał jako drugi gitarzysta, a później jako jedyny, gdy Ron Asheton przejął obowiązki basisty. W 1973 zagrał na płycie Raw Power i był autorem większości muzyki. Wypracował własny, charakterystyczny styl:
Iggy Pop nazywał go "gitarowym bandytą", natomiast Johnny Marr z The Smiths określił go wiele lat później jako muzyka technicznie tak dobrego, jak Jimmy Page nie będąc tak pilnym i tak swawolnego, jak Keith Richards nie będąc tak niechlujnym.
Po rozpadzie The Stooges w 1977 wydano płytę Kill City, sygnowaną nazwiskiem jego i Iggy'ego Popa, później nagrywał gitary do solowej płyty Iggy'ego Popa, New Values, wydanej w 1979; rok później produkował jego płytę Soldier.
Po 1980 przez niemal 30 lat był poza branżą muzyczną. Mieszkał w Kalifornii i pracował w Sony Electronics i projektował chipy komputerowe z maniakami, którzy nie mieli pojęcia o jego przeszłości i nie wiedzieli, kim byli The Stooges. Pod koniec swojej kariery w Sony pełnił stanowisko wiceprezesa ds. standardów technologicznych.
W 2009 wrócił do The Stooges i zastąpił zmarłego Rona Ashetona. W 2013 nagrał z nimi płytę Ready to Die.

## Dyskografia
Z The Stooges
- 1973 – Raw Power
- 1977 – Metallic K.O. (live)
- 2013 – Ready to Die

Z Iggym Popem
- 1977 – Kill City
- 1979 – New Values